# Redruth
Redruth (in lingua cornica Rysrudh) è un paese di 12 352 abitanti della Cornovaglia, in Inghilterra.

## Amministrazione

### Gemellaggi
- Plumergat, Francia
- Mineral Point, Stati Uniti